# Schilbe yangambianus
Schilbe yangambianus är en fiskart som först beskrevs av Poll, 1954.  Schilbe yangambianus ingår i släktet Schilbe och familjen Schilbeidae. IUCN kategoriserar arten globalt som livskraftig. Inga underarter finns listade i Catalogue of Life.